# Viação Ideal
A Empresa Viação Ideal S/A é uma empresa brasileira de transporte coletivo urbano, pertencente ao Grupo Guanabara, concessionária dos serviços de transporte público da cidade do Rio de Janeiro.

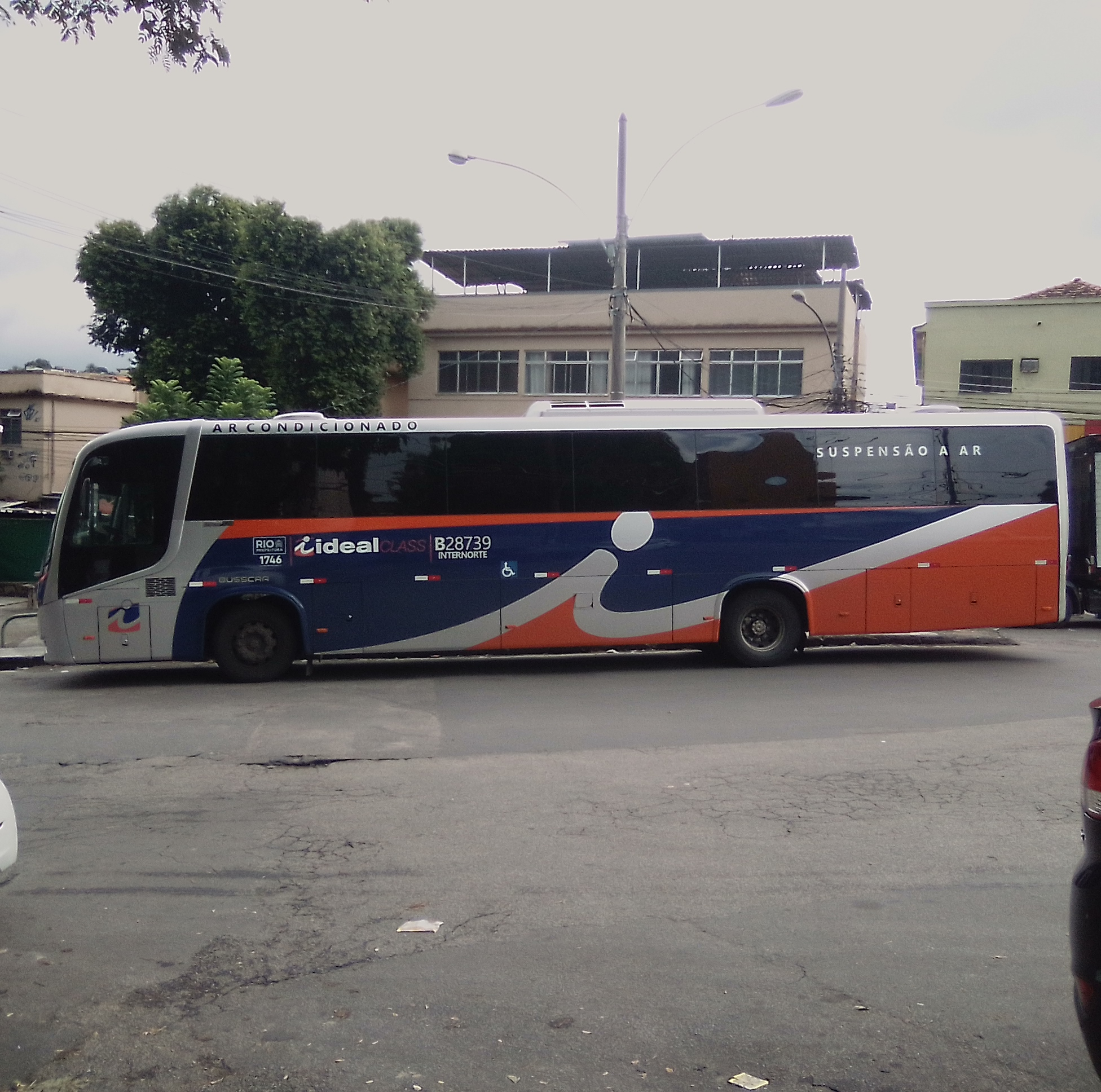
Carbuss (Busscar) El Buss 320; linha executiva da Viação Ideal com as novas cores